# プルシジャ・ジャカルタ
プルシジャ・ジャカルタ（インドネシア語: Persatuan Sepak Bola Indonesia Jakarta）は、インドネシアのジャカルタをホームタウンとするインドネシア・スーパーリーグのサッカークラブ。

## 歴史
1928年の11月28日に設立されたこのクラブは、オランダ領東インド諸島の時代には、VIJ（Voetbalbond Indonesische Jacatra）という名前であった。VIJとは、1930年4月19日のPSSIの設立時において、共同設立した人のことから来ている。そして後に、このVIJがペルシジャに名前を変えられることになる。
政治思想家であったMH Thamrinはジャカルタで生まれサッカーが好きだったため、現在のペルシジャであるVIJを愛する国民的ヒーローとなった。彼はスタジアムを含めた様々なことに関わり、伝えられるところによると、VIJスタジアムは彼の財産によって建設された。

## ライバル
近年、ペルシブ・バンドンとはライバル関係にあり、強硬派のサポーターによる敵対意識が見られ、両クラブの対決はオールド・インドネシア・ダービーと呼ばれている。2014年に、不必要な将来的に起こりうる衝突を避けるために和解がもたらされた。

## スタジアム

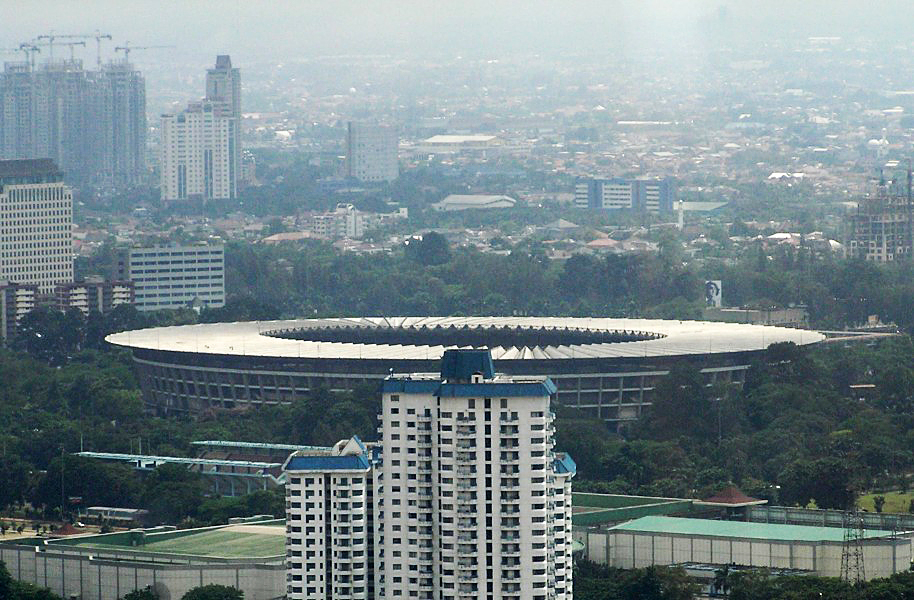
ゲロラ・ブン・カルノ・スタジアム

AFCアジアカップ2007の決勝戦で使用されたゲロラ・ブン・カルノ・スタジアムをホームとしている が、ジャカルタの北部に新スタジアムの建設の計画がある。しかし、まだ初期段階のことであり、建設はなされていない。

## 成績
- 2001： 1位
- 2002：
- 2003： 7位
- 2004： 3位
- 2005： 2位
- 2006：
- 2007–08：
- 2008–09： 7位
- 2009–10： 5位
- 2010–11： 3位
- 2011–12： 5位
- 2013： 11位
- 2014： 5位
- 2015：
- 2016： 14位
- 2017： 4位
- 2018： 1位
- 2019： 10位
- 2020：
- 2021–22： 8位
- 2022–23：

## タイトル

### 国内タイトル

#### リーグ
- Perserikatan
  - チャンピオン (9)： 1931, 1933, 1934, 1938, 1954, 1964, 1973, 1975, 1978/79
- インドネシア・スーパーリーグ
  - チャンピオン (2)： 2001, 2018

### ナショナルカップ
- Piala Presiden Soeharto
  - 準優勝 (3)： 1972, 1974, 1976
- Piala Fatahillah
  - チャンピオン (1)： 1978
- Bang Ali Cup
  - チャンピオン (1)： 1977
- ピアラ・インドネシア
  - チャンピオン (0)：
  - 準優勝 (2)： 2005, 2019

- インドネシアプレジデントカップ
  - チャンピオン (1)： 2018

- Piala Menpora
  - チャンピオン (1)： 2021

### 全国大会
- Piala Emas Bang Yos
  - チャンピオン (1)： 2003
- Trofeo Persija
  - チャンピオン (4)： 2011, 2012, 2014 (共同チャンピオン スリウィジャヤFC と アレマFC), 2016
- Piala Siliwangi (バンドン)
  - チャンピオン (2)： 1976, 1978
- Piala Jusuf (マカッサル)
  - チャンピオン (1)： 1977
  - 準優勝 (3): 1976, 1978, 1980
- Piala Surya (スラバヤ)
  - チャンピオン (1)： 1977 (共同チャンピオン ペルセバヤ・スラバヤ)
- Piala Marah Halim (メダン)
  - チャンピオン (1)： 1977
  - 準優勝 (1)： 1973
- Piala Gubernur Jatim
  - 準優勝 (1)： 2020

### インターナショナル
- Quốc Khánh Cup
  - チャンピオン (1)： 1973
- Brunei Invitation Cup
  - チャンピオン (2)： 2000, 2001
- Boost Fix Super Cup
  - チャンピオン (1)： 2018

## 所属選手
2016年4月29日時点
注：選手の国籍表記はFIFAの定めた代表資格ルールに基づく。
| No. | Pos. |              | 選手名                      |
| --- | ---- | ------------ | --------------------------- |
| 3   | DF   | インドネシア | パパ・マリオ・ヤガロ        |
| 4   | DF   | インドネシア | シャイフル・インドラ・カヤ  |
| 5   | DF   | インドネシア | アルフィン・トゥアサラモニ  |
| 6   | DF   | インドネシア | ママン・アブドゥルラフマン  |
| 7   | MF   | インドネシア | ラムダニ・レスタルフ        |
| 9   | MF   | インドネシア | ステファノ・リリパリ        |
| 11  | MF   | インドネシア | ルディ・セティアワン        |
| 13  | DF   | インドネシア | グナワン・ドウィ・カヒョ    |
| 14  | DF   | インドネシア | イスメド・ソピアン (副主将) |
| 16  | MF   | インドネシア | デルトン・ステファノ        |
| 17  | MF   | インドネシア | マハディルガ・ラスッ        |
| 19  | MF   | インドネシア | レンディ・イラワン          |
| 20  | FW   | インドネシア | バンバン・パムンカス()      |
| 21  | MF   | インドネシア | アマルズキ                  |

| No. | Pos. |              | 選手名                     |
| --- | ---- | ------------ | -------------------------- |
| 23  | MF   | ネパール     | ロヒッ・チャンドゥ ★       |
| 24  | MF   | インドネシア | ギルベルト・ドワラムリ     |
| 26  | GK   | インドネシア | アンドリタイ・アルディヤサ |
| 30  | GK   | インドネシア | リスキー・ダルマワン       |
| 32  | MF   | インドネシア | ノプリ・セティアワン       |
| 33  | MF   | インドネシア | アンドロ・レパンディ       |
| 34  | GK   | インドネシア | ダリョーノ                 |
| 44  | FW   | インドネシア | ムハンマド・ラスール       |
| 52  | DF   | アルゼンチン | アラン・アチアル ★         |
| 70  | MF   | インドネシア | アブドゥル・レスタルフ     |
| 77  | DF   | インドネシア | アブドゥー・レスタルフ     |
| 81  | MF   | インドネシア | ムハンマド・イルハム       |
| 89  | DF   | インドネシア | グナワン・ドゥウィ・チャヨ |
| 99  | FW   | ロシア       | イェフゲニ・カバイェフ ★   |

## 歴代監督
| 年        | 名前                   |
| --------- | ---------------------- |
| 1999–2000 | Ivan Venkov Kolev      |
| 2001      | Sofyan Hadi            |
| 2004      | Carlos García Cambón   |
| 2004      | Sergei Dubrovin        |
| 2005–2006 | Arcan Iurie            |
| 2006–2007 | Rahmad Darmawan        |
| 2008–2009 | Danurwindo             |
| 2009–2010 | Benny Dollo            |
| 2010–2011 | Rahmad Darmawan        |
| 2011–2012 | Iwan Setiawan          |
| 2013–2014 | Benny Dollo            |
| 2014–2015 | Rahmad Darmawan        |
| 2015      | Bambang Nurdiansyah    |
| 2016      | Paulo Camargo          |
| 2016      | Muhammad Zein Al Hadad |
| 2017–2018 | Stefano Cugurra Teco   |
| 2019      | Ivan Venkov Kolev      |
| 2019      | Julio Bañuelos         |
| 2019      | Edson Tavares          |
| 2020      | Sergio Farias          |
| 2021      | Sudirman               |
| 2021      | Angelo Alessio         |
| 2022      | Sudirman               |
| 2022–     | トーマス・ドル         |